# Katastrofa lotnicza w Warszawie (1962)
Katastrofa lotnicza w Warszawie w 1962 roku – katastrofa lotnicza samolotu rejsowego PLL LOT Vickers Viscount 804 o rejestracji SP-LVB, która miała miejsce 19 grudnia 1962 roku w pobliżu lotniska Okęcie w Warszawie; zginęły w niej 33 osoby (wszyscy na pokładzie).

## Opis
Samolot wykonywał powrotny lot rejsowy z Brukseli do Warszawy z międzylądowaniem w Berlinie, skąd wystartował o 17:55. Podczas podejścia do lądowania na pas 33, o godzinie 19:30, załoga – znajdując się na pułapie 60–70 metrów – otrzymała pozwolenie na lądowanie. Zaledwie 46 sekund później samolot rozbił się i doszczętnie spłonął – 1335 metrów od progu pasa 33, na kierunku 329 stopni.
Zginęły wszystkie 33 osoby na pokładzie – pięcioosobowa załoga (w tym piloci: dowódca – kpt. M. Rzepecki, pierwszy oficer H. Kafarski) i 28 pasażerów, między innymi:
- Fryderyk Bluemke, polski inżynier, konstruktor silników dwusuwowych, m.in. silnika S-31 do samochodu Syrena,
- Aleksander Jarzębski, polski kompozytor i pedagog, dyrektor Liceum Muzycznego w Warszawie,
- Marek Kwiek, profesor Uniwersytetu Poznańskiego i poseł na Sejm,
- Heinz Rauch, prezes urzędu statystycznego NRD w randze członka rady ministrów oraz jego żona i dwóch synów,
- Marcin Szeligiewicz, polski pedagog i działacz kulturalny, kompozytor, pianista.

Prowadząca śledztwo Główna Komisja Badania Wypadków Lotniczych Ministerstwa Komunikacji stwierdziła, iż w chwili katastrofy samolot był już skonfigurowany do lądowania: z wysuniętymi klapami na skrzydłach i opuszczonym podwoziem. Stwierdzono także, iż nie doszło do żadnej eksplozji w powietrzu, a wszystkie uszkodzenia powstały w chwili kolizji z ziemią.
Samolot lądował w trudnych warunkach atmosferycznych, zimą, podczas przyziemnego zamglenia, z zachmurzeniem 6/8, przy pułapie chmur fractostratus 250 metrów, widzialności 7 kilometrów i temperaturze pięciu stopni mrozu.
Jako jedną z możliwych przyczyn nagłej utraty prędkości samolotu przed lądowaniem, co skutkowało jego przeciągnięciem, wskazano wyposażenie samolotu w silniki turbośmigłowe, które nabierając prędkości na kilka sekund zmieniały kąt łopat śmigieł. Z tego względu niezalecane było gwałtowne zwiększanie mocy takich silników. Taki właśnie manewr prawdopodobnie wykonał kapitan Rzepecki, przyzwyczajony do latania na samolotach wyposażonych w silniki tłokowe, gdzie taki manewr jest dopuszczalny (wylatał na nich dwa i pół miliona kilometrów).
Oficjalnie podane przyczyny:
- błędne działanie załogi,
- wady systemu przygotowania załogi do lotu i kierowania działalnością lotniczą[4].

Trzeba dodać, iż samolot Vickers Viscount 804 był w użyciu w PLL LOT od niedawna. Został kupiony od angielskiego przewoźnika British United Airlines, a ten egzemplarz do dnia katastrofy wylatał w Polskich Liniach Lotniczych zaledwie 84 godziny. Ocenia się, że załoga mogła nie być wystarczająco wyszkolona, gdyż wbrew procedurom brytyjskim, po przeszkoleniu pilotów, Lot zrezygnował z wykonywania pierwszych lotów pod odpłatnym nadzorem brytyjskich instruktorów. Dla oszczędności, nie szkolono również w Wielkiej Brytanii obsługi naziemnej, a tylko inżynierów.
Przy drugim z kolei podejściu na dwie radiolatarnie NDB i radiokompasy ADF załoga doprowadziła na małej wysokości do utraty prędkości i zakłóceń stateczności podłużnej. W wyniku popełnionych błędów samolot zderzył się z ziemią przed progiem drogi startowej ulegając całkowitemu zniszczeniu. Według jednego z członków komisji badającej wypadek, tego dnia jedna z dwóch radiolatarni NDB nie działała, o czym załoga samolotu nie wiedziała.
Raport komisji badającej wypadek nie został upubliczniony ani odnaleziony w archiwach, ale zachowała się analiza Zakładu Kryminalistyki Komendy Głównej MO wykonana w oparciu o czynności na miejscu katastrofy, oraz informacje zbierane ze źródeł osobowych przez SB. Stwierdzono w nich liczne uchybienia w PLL LOT i naruszenia przepisów, z których jednak nie wszystkie musiały mieć wpływ na katastrofę. Między innymi, piloci latali zbyt dużą liczbę godzin w miesiącu i to na różnych typach samolotów, dokumentacja ładowania samolotu była prowadzona w sposób niechlujny, przez co samolot był źle wyważony, oraz zabierano z Polski zbyt dużą ilość paliwa, żeby uniknąć kupowania go za granicą, co przekładało się na masę przy lądowaniu. Załoga nie wypełniała również systematycznie raportów technicznych. Z drugiej strony, wyposażenie Okęcia nie odpowiadało normom dla lotnisk komunikacyjnych, w tym brak było świateł podejścia, a jedynie wskazujące krawędź pasa startowego. Stwierdzono również zaniedbania w kwalifikacjach pracowników obsługi naziemnej, gdyż do obsługi samolotów w Brukseli i Berlinie Lot oddelegował dla oszczędności własnych mechaników, którzy nie byli przeszkoleni w obsłudze tego typu samolotów.
W ekspertyzie technicznej stwierdzono, że wskutek nieprawidłowej obsługi przewody obwodów ciśnień nadajników prędkościomierzy zostały wygięte do góry, przez co punkty odwadniające nie były najniżej położonymi punktami przewodów, a obsługa samolotu nie przeprowadzała czynności odwadniania. Przez to mogło dojść do zamarzania wody i  całkowitego lub częściowego zablokowania przewodu, powodującego nieprawidłowe wskazania prędkościomierza. Konsekwencją tego mogło być to, że piloci myśleli, że samolot leci z większą prędkością, i zmniejszyli ją, doprowadzając do utraty siły nośnej.